# Lễ Chiến sĩ trận vong
Lễ Chiến sĩ trận vong (tiếng Anh: Memorial Day) là một ngày lễ liên bang tại Hoa Kỳ, diễn ra vào ngày thứ Hai cuối cùng trong tháng 5 hằng năm. Trước kia với tên gọi là Ngày Trang trí  (Decoration Day), ngày lễ này tưởng niệm những quân nhân Hoa Kỳ đã tử nạn trong quân ngũ.
Ngày lễ đầu tiên tưởng niệm quân nhân Liên bang miền Bắc đã tử nạn trong cuộc nội chiến (được tưởng niệm gần ngày thống nhất sau cuộc chiến). Sau Chiến tranh thế giới thứ nhất ngày lễ này bắt đầu được mở rộng để tưởng niệm các binh sĩ bị tử nạn trong các cuộc chiến khác nhau trong và ngoài nước.
Từ năm 1971 Ngày Lễ chiến sĩ trận vong chính thức trở thành ngày lễ liên bang ở Hoa Kỳ. Vào ngày này người Mỹ đi viếng thăm các nghĩa trang và các đài kỉ niệm; lá cờ Mỹ để rũ cho đến trưa theo giờ địa phương.
Nhiều người Mỹ coi Ngày Chiến sĩ trận vong là ngày bắt đầu mùa hè. Theo truyền thống ngày này kèm theo các hoạt động gia đình, đi cắm trại hay các sự kiện thể thao.

## Lịch sử
Ngày 5 tháng 5 năm 1868, ba năm sau cuộc nội chiến Hoa Kỳ kết thúc, tổ chức cựu chiến binh Liên bang miền Bắc Grand Army of the Republic thành lập Ngày Trang trí làm ngày để trang trí hoa lên các phần mộ binh sĩ hy sinh trong chiến tranh. Thiếu tướng John A. Logan, người lãnh đạo tổ chức Grand Army of the Republic, chọn ngày 30 tháng 5 để làm lễ này. Người ta tin rằng ngày này được chọn vì lúc đó hoa đang nở rộ khắp nước Mỹ.
Lễ quan trọng đầu tiên được tưởng niệm tại Nghĩa trang quốc gia Arlington gần Washington, D.C. Song nhiều địa phương cho rằng họ mới là nơi đầu tiên đã tưởng niệm ngày lễ này vào mùa xuân năm 1866.
Vào cuối thế kỷ 19, Lễ Chiến sĩ trận vong được tưởng niệm vào ngày 30 tháng 5 toàn quốc. Các cơ quan lập pháp tiểu bang đã thông qua luật chọn ngày này để làm lễ tưởng niệm.
Sau Chiến tranh thế giới thứ nhất, ngày này được mở rộng để tưởng nhớ tất cả các quân nhân tử nạn trong các cuộc chiến mà nước Mỹ đã tham gia. Năm 1971, Ngày Chiến sĩ trận vong được Quốc hội tuyên bố là ngày lễ quốc gia, nhưng nó vẫn thường được gọi là Ngày Trang trí. Cũng như một số ngày lễ liên bang khác, hàng năm lễ Chiến sĩ trận vong rơi vào ngày thứ Hai cuối cùng trong tháng 5.
Một số tiểu bang có ngày lễ để tưởng nhớ các quân nhân của phe Liên minh miền Nam, như Mississippi (ngày thứ Hai cuối cùng của tháng 4), Alabama (ngày thứ Hai thứ tư của tháng 4), Georgia (26 tháng 4), Bắc và Nam Carolina (10 tháng 5), Louisiana (3 tháng 6), Tennessee, Texas (19 tháng 1), và Virginia (ngày thứ Hai cuối cùng của tháng 5).

## Truyền thống
Nhiều người tưởng niệm Lễ Chiến sĩ vong trận bằng cách thăm viếng các nghĩa trang và đài tưởng niệm. Vào đúng 3 giờ trưa giờ địa phương vào Ngày Chiến sĩ vong trận, người Mỹ được khuyến khích nhau dành một phút mặc niệm cho những binh sĩ đã hy sinh trên chiến trường tại bất cứ nơi đâu và bất cứ khi nào có thể không nhất thiết phải ở trong lãnh thổ Mỹ. Quốc kỳ Hoa Kỳ cũng được rũ xuống từ sáng đến trưa.
Ngày lễ này cũng được nhiều người Mỹ coi là ngày truyền thống bắt đầu mùa hè (Ngày Lao động vào tháng 9 được xem là ngày lễ chấm dứt mùa hè).Nhân dịp ba ngày cuối tuần và thời tiết đẹp nếu có thể,thường vào ngày lễ để sinh hoạt với gia đình và tham gia các hoạt động ngoài trời.